# جيمس رالف (مؤرخ)
جيمس رالف (بالإنجليزية: James Ralph)‏ هو مؤرخ أمريكي، ولد في 1695، وتوفي في 24 يناير 1762.